# Luís Leite Pereira Jardim, 1.º Conde de Valenças
Luís Leite Pereira Jardim (Coimbra, 15 de Setembro de 1844 — Lisboa, 16 de Outubro de 1910), 1.º conde de Valenças, foi um jurista, pedagogo e político, deputado às Cortes em diversas legislaturas, que se notabilizou pelo seu interesse em matérias de política da educação. Foi sócio da Academia das Ciências de Lisboa.

## Biografia
Nasceu na freguesia de Santa Justa da cidade de Coimbra, filho de Manuel dos Santos Pereira Jardim, 1.º visconde de Monte São, lente da Universidade de Coimbra, e de sua esposa Guilhermina Amália Leite Ribeiro Freire.
Com Manuel de Oliveira Chaves e Castro e Lucas Fernandes Falcão, foi um dos fundadores da Revista de Legislação e de Jurisprudência, periódico que se publicou pela primeira vez a 1 de Maio de 1868, sendo actualmente a mais antiga publicação periódica jurídica activa. Foi também autor de Itália: recordações  (1884) que conta com Rafael Bordalo Pinheiro como ilustrador.